# Tabla de quesos

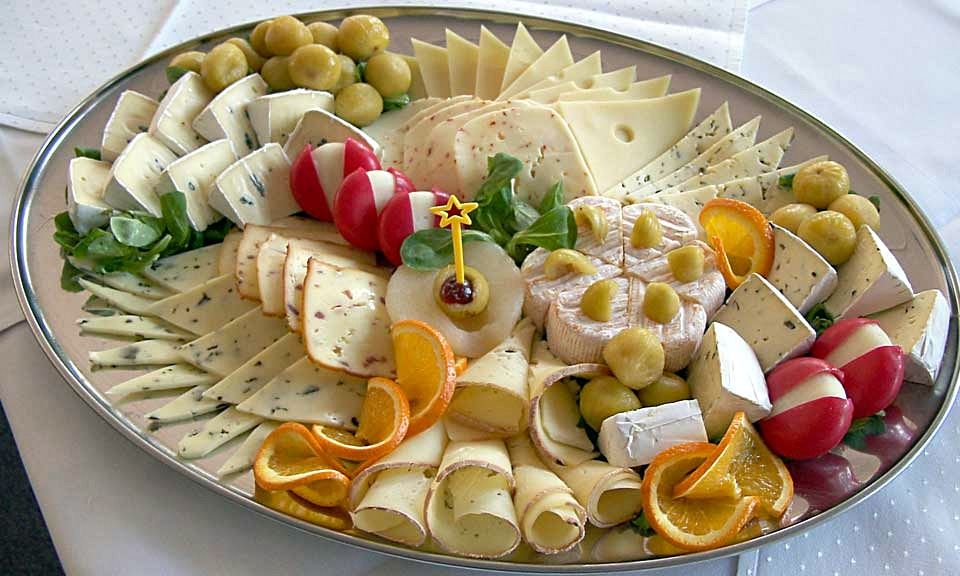
Tabla de quesos y acompañamientos típicos.

Una tabla de quesos es una preparación de diferentes quesos, dispuestos generalmente de forma artística con el objeto de servir a un conjunto de comensales una cierta variedad. Se puede acompañar de verduras o frutas que hagan contraste con los diferentes sabores y aromas de los quesos. Suele emplearse como un entrante o como plato principal.
Suele ser muy común en las fiestas de bodas o quince años.

## Presentación
Suele haber algunas reglas sobre la presentación de los quesos en la tabla, algunas de ellas atienden al contraste de los aromas y sabores; por ejemplo, los quesos de aromas más intensos suelen ponerse en el centro mientras que los más suaves se disponen en el borde. Otros criterios suelen ser meramente artísticos y obedecen a contrastes de colores o formas. La gama de quesos empleados puede ir desde cuatro a siete variedades. El soporte puede ser desde una simple tabla de madera hasta un plato con tamaño acorde.
Las tablas de quesos suelen llevar una cubertería específica (como puede ser los rebanadores de queso, guillotinas,etc.) con cuchillos para los diferentes tipos de quesos ofrecidos, que generalmente no deben mezclarse.

## Acompañamientos
Algunos de los acompañamientos típicos de las tablas de quesos suelen ser pequeñas tostadas empleadas para que aquellos quesos que por su textura cremosa permiten ser untados, en algunas ocasiones se acompañan con galletas que hacen contraste dulce-salado. Se acompañan las tablas de frutas de diferentes tipos (las más populares son los higos, las uvas, peras, manzanas, etc) así como frutos secos: almendra, macadamia, etc., o incluso diferentes hierbas aromáticas. En algunas ocasiones se puede incluir salsas: mostaza o vinagretas.

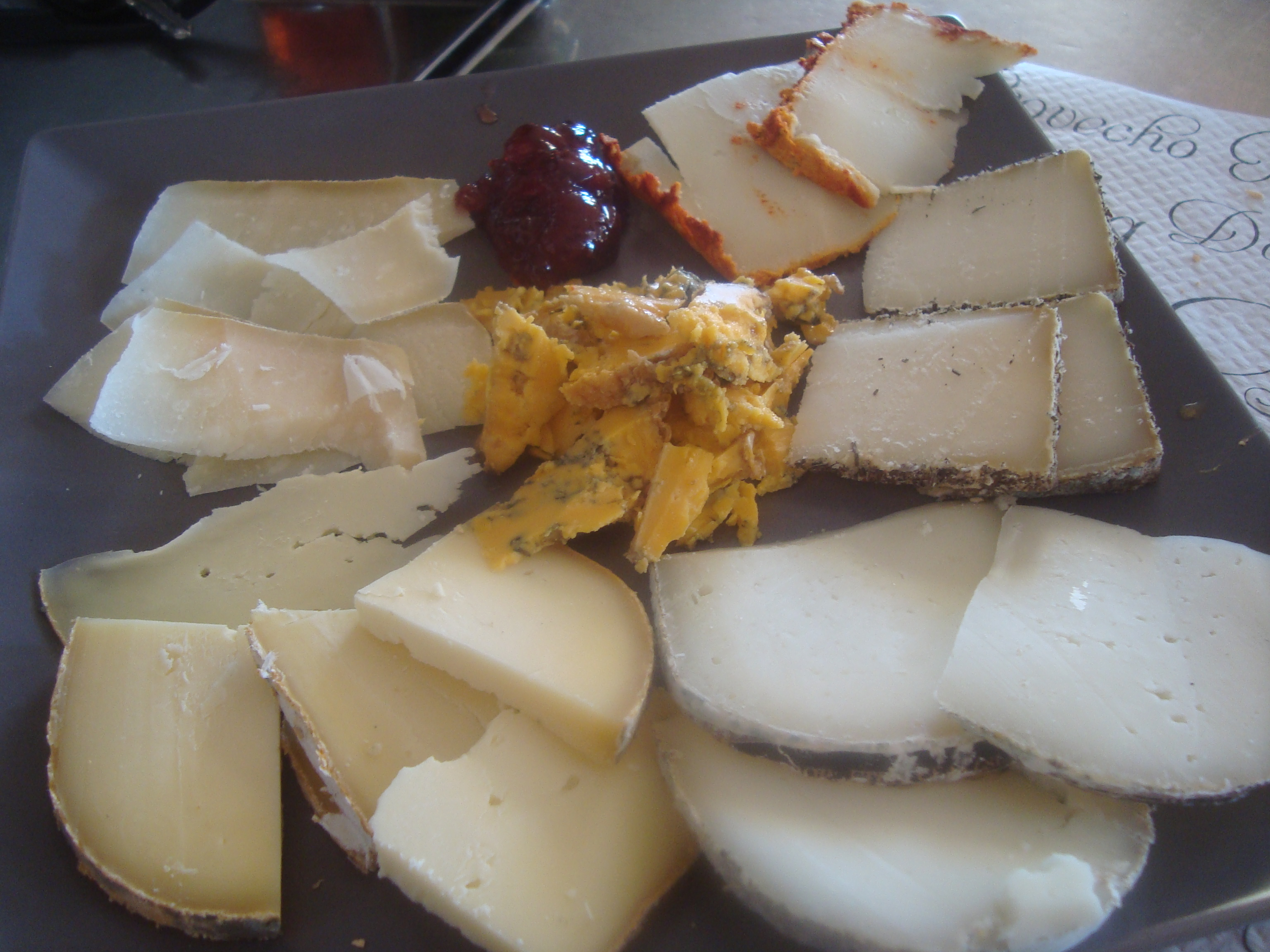
Tabla de quesos.

En el terreno de las bebidas, difiere según la gama de aromas que posee la tabla de queso, pero se puede probar con cava, Oporto e incluso alguno que otro vino dulce, dependiendo de los gustos de los comensales. 
Se aconseja, para lograr una buena degustación, empezar por los quesos suaves (generalmente ubicados en el exterior de la tabla) y acabar con aquellos que poseen un sabor y aroma más intenso, la razón es no saturar el paladar y poder disfrutar gradualmente de los quesos más fuertes.